# Neoregelia spectabilis
Espèce
Classification phylogénétique
Neoregelia spectabilis est une espèce de plantes de la famille des Bromeliaceae, originaire de la région de Bahia au Brésil.

## Cultivars
Il en existe de nombreux cultivars :
- Neoregelia 'Black Knight'
- Neoregelia 'Black Spectabilis'
- Neoregelia 'Bromel-La'
- Neoregelia 'Fiesta'
- Neoregelia 'Inspiration'
- Neoregelia 'Julian Nally'
- Neoregelia 'Lady Racine'
- Neoregelia 'Magenta Dalmation'
- Neoregelia 'Marcon'
- Neoregelia 'Mary Jo'
- Neoregelia 'Nice Surprise'
- Neoregelia 'Pinkie'
- Neoregelia 'Pinstripe'
- Neoregelia 'Red On Green'
- Neoregelia 'Sincerely'
- Neoregelia 'Spectaline'
- Neoregelia 'Spectaroan'
- Neoregelia 'Spotted Imp'
- Neoregelia 'Thunderball'
- xNeobergia 'Perneri'
- xNeomea 'Pink Cascade'
- xNeotanthus 'Charlien Rose'
- xNeotanthus 'Tom Montgomery'
- xNiduregelia 'Sunset'